# Almrovfly
Almrovfly (Cosmia diffinis) är en fjärilsart som beskrevs av Carl von Linné 1767. Almrovfly ingår i släktet Cosmia och familjen nattflyn. Enligt den svenska rödlistan är arten sårbar i Sverige. Arten förekommer på Gotland. Artens livsmiljö är skogslandskap. Inga underarter finns listade i Catalogue of Life.

## Bildgalleri

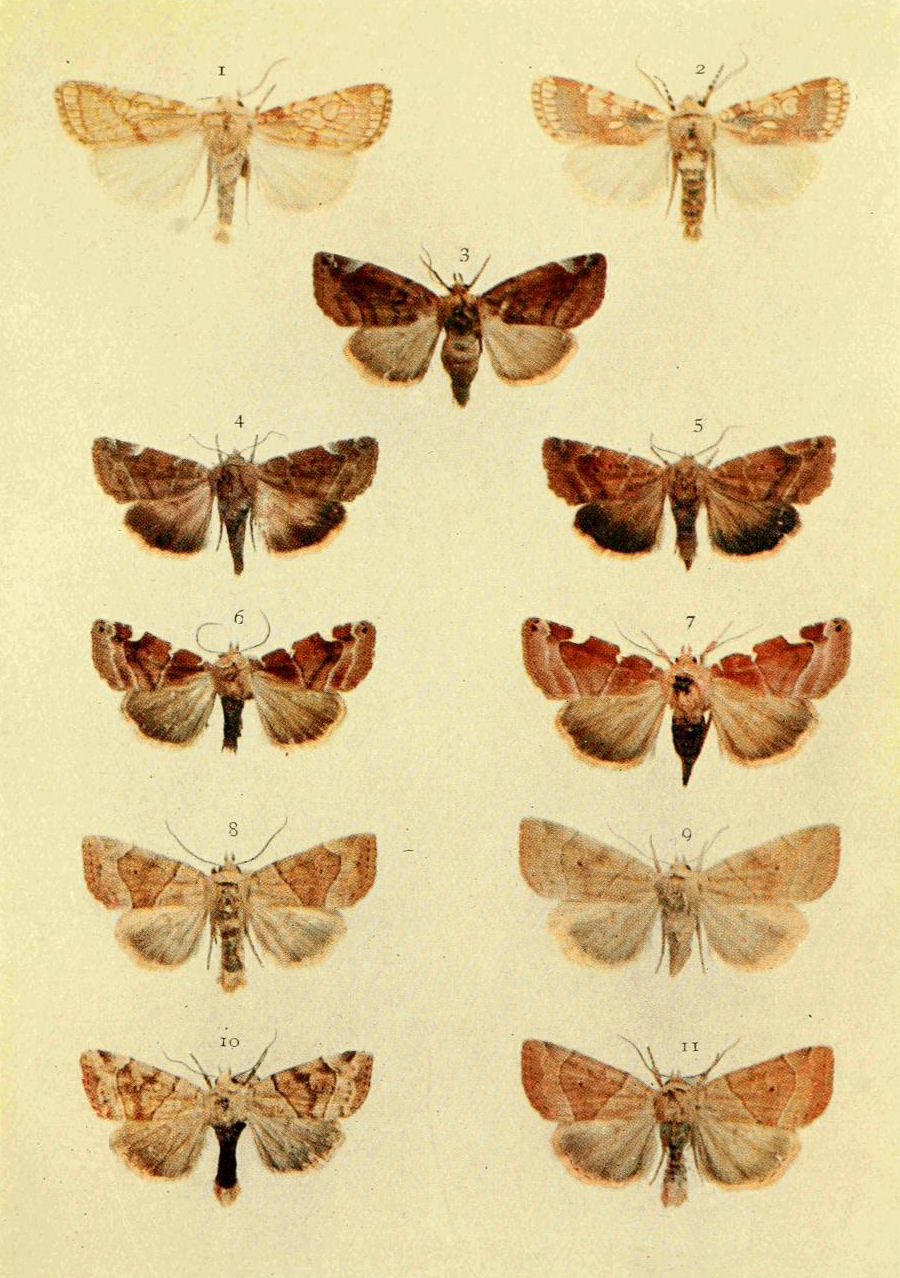
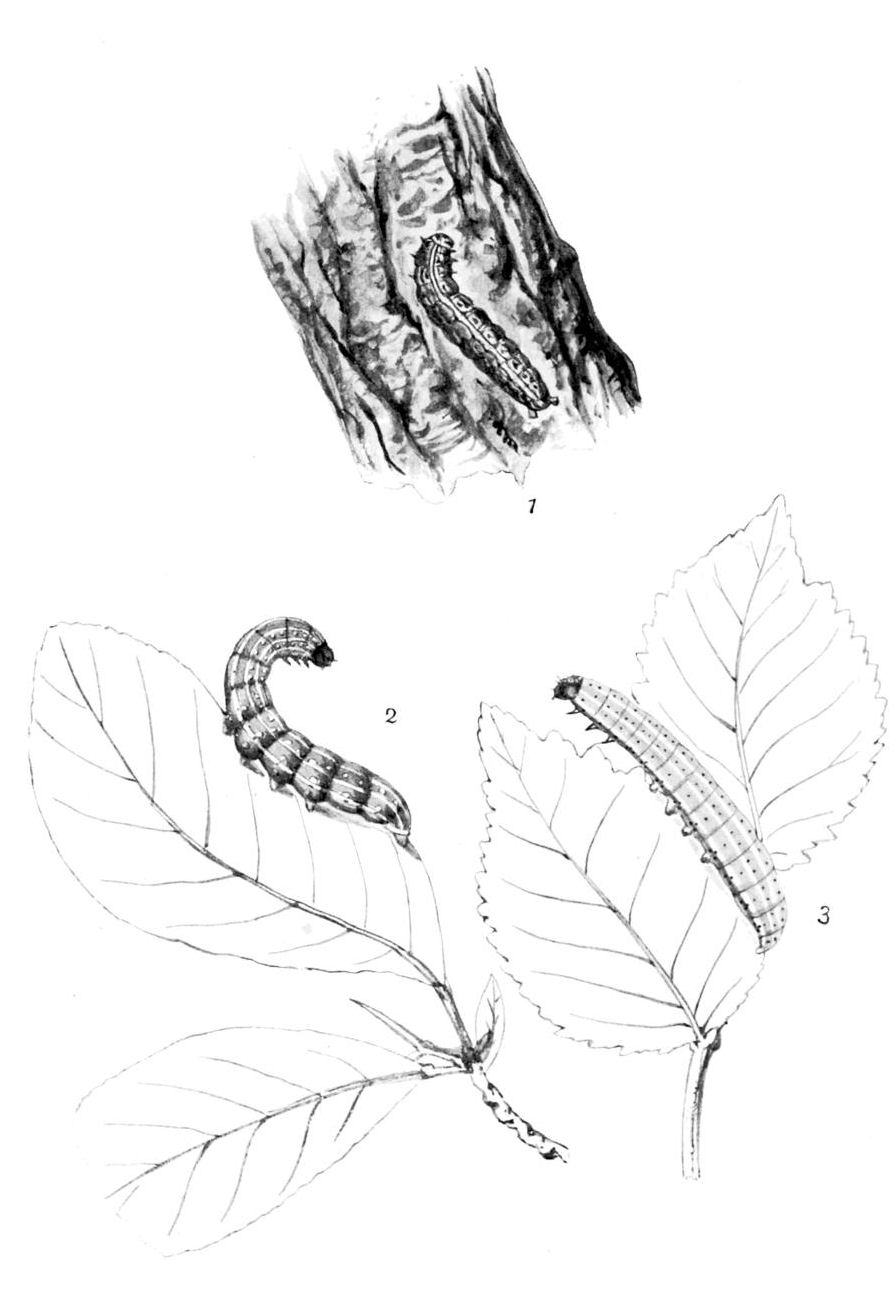